# Aeroportul Shri Guru Gobind Singh Ji
Aeroportul Shri Guru Gobind Singh Ji (IATA: NDC, ICAO: VAND) este un aeroport din Maharashtra, India ce deservește zona Nanded⁠(d). Aeroportul a fost tranzitat în noiembrie 2022 de 88 de pasageri.
Situat la o altitudine de 374 m, aeroportul dispune de o singură pistă.